# ماغدالينا ألفاريز
ماغدالينا ألفاريز (بالإسبانية: Magdalena Álvarez )‏ (و. 1952  م) هي سياسية، وأستاذة جامعية، واقتصادية إسبانية، ولدت في سان فرناندو، قادس، حزب العمال الاشتراكي الإسباني.

## مناصب
تولت منصب Vice-President of the European Investment Bank ‏ (2010–2014)
- عضو في البرلمان الأوروبي (14 يوليو 2009–15 يوليو 2010)[2]
- عضو مجلس النواب الإسباني  [لغات أخرى]‏ (26 مارس 2008–14 يوليو 2009)[3]
- عضو مجلس النواب الإسباني  [لغات أخرى]‏ (25 مارس 2004–15 يناير 2008)[4]
- عضو برلمان أندلوسيا.

## التعليم
تعلمت في جامعة كمبلوتنسي بمدريد.